# Tincourt New British Cemetery
Le  Tincourt New British Cemetery (Cimetière militaire de Tincourt-Boucly) est un cimetière militaire de la Première Guerre mondiale situé  sur le territoire de la commune de Tincourt-Boucly, dans le département de la Somme, au nord-est d'Amiens.

## Localisation
Ce cimetière est situé à l'ouest du village à une centaine de mètres des dernières habitations, Rue de La Flaque.  

## Histoire

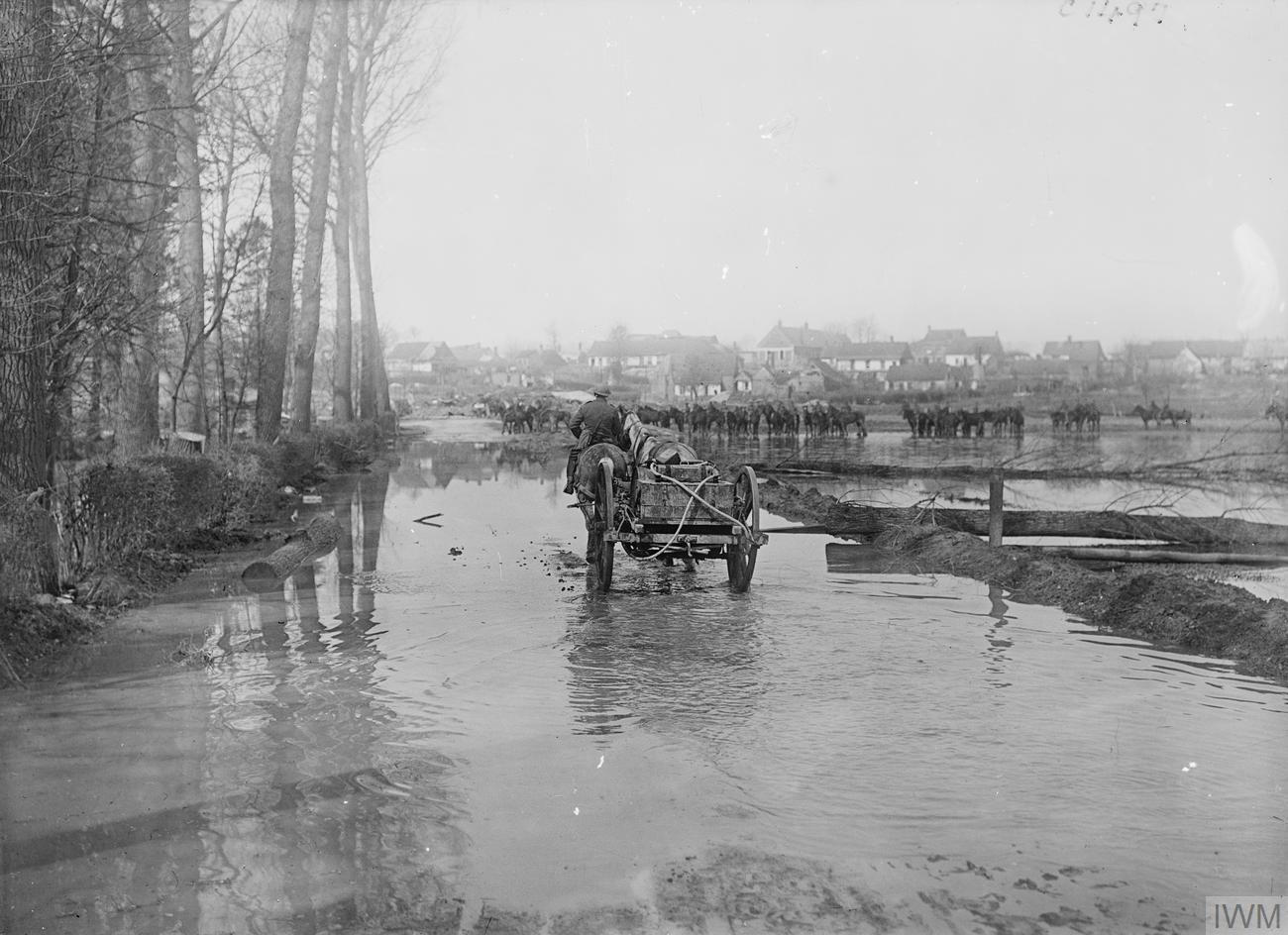
Soldats allemands à Tincourt pendant les inondations de début 1917.

Occupé par l'armée allemande depuis le début de la guerre, Tincourt-Boucly est occupé par les troupes britanniques en mars 1917, lors de la retraite allemande vers la ligne Hindenburg.  Perdu à nouveau le 22 mars 1918 lors de  la Bataille du Kaiser, le secteur sera définitivement libéré  début septembre 1918.

Le 23 mars 1918, le village est évacué de ses habitants et il est récupéré à l'état de ruines début septembre. De ce mois jusqu'en décembre 1918, des stations d'évacuation des blessés sont de nouveau postées à Tincourt.

Le cimetière a été commencé en juin 1917 pour inhumer les dépouilles des soldats blessés décédés dans les hôpitaux de campagne. Après l'armistice, il sera utilisé pour la réinhumation des soldats trouvés dans de petits cimetières provisoires des environs.

Ce cimetière comporte les tombes de 1987 soldats du Commonwealth dont 251 ne sont pas identifiés et de 152 Allemands dont 7 sont non identifiés.

Des Chinois qui faisaient partie du Chinese Labour Corps (Corps des travailleurs chinois), pour la plupart décédés de maladie, sont également inhumés dans ce cimetière.

## Caractéristiques
Ce cimetière a un plan carré de 50 m de côté.
Il est entouré d'un muret de brique en façade et d'une haie d'arbustes sur les autres côtés.

## Sépultures
| Pays               | Sépultures |
| ------------------ | ---------- |
| Royaume-Uni        | 1 650      |
| Australie          | 228        |
| Canada             | 49         |
| Afrique du Sud     | 40         |
| Indes britanniques | 20         |
| Allemagne          | 152        |
| Total              | 2 139      |

## Galerie

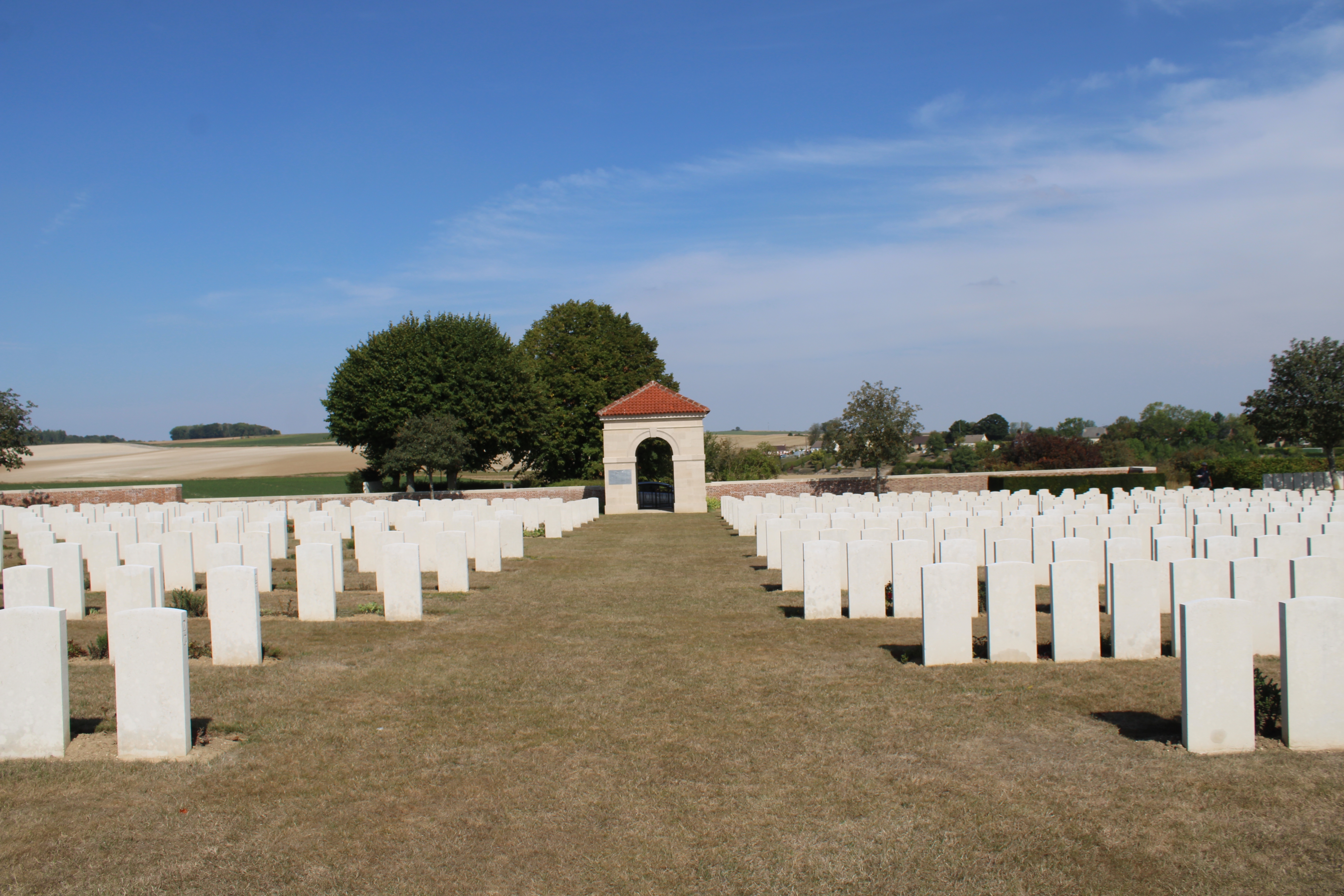
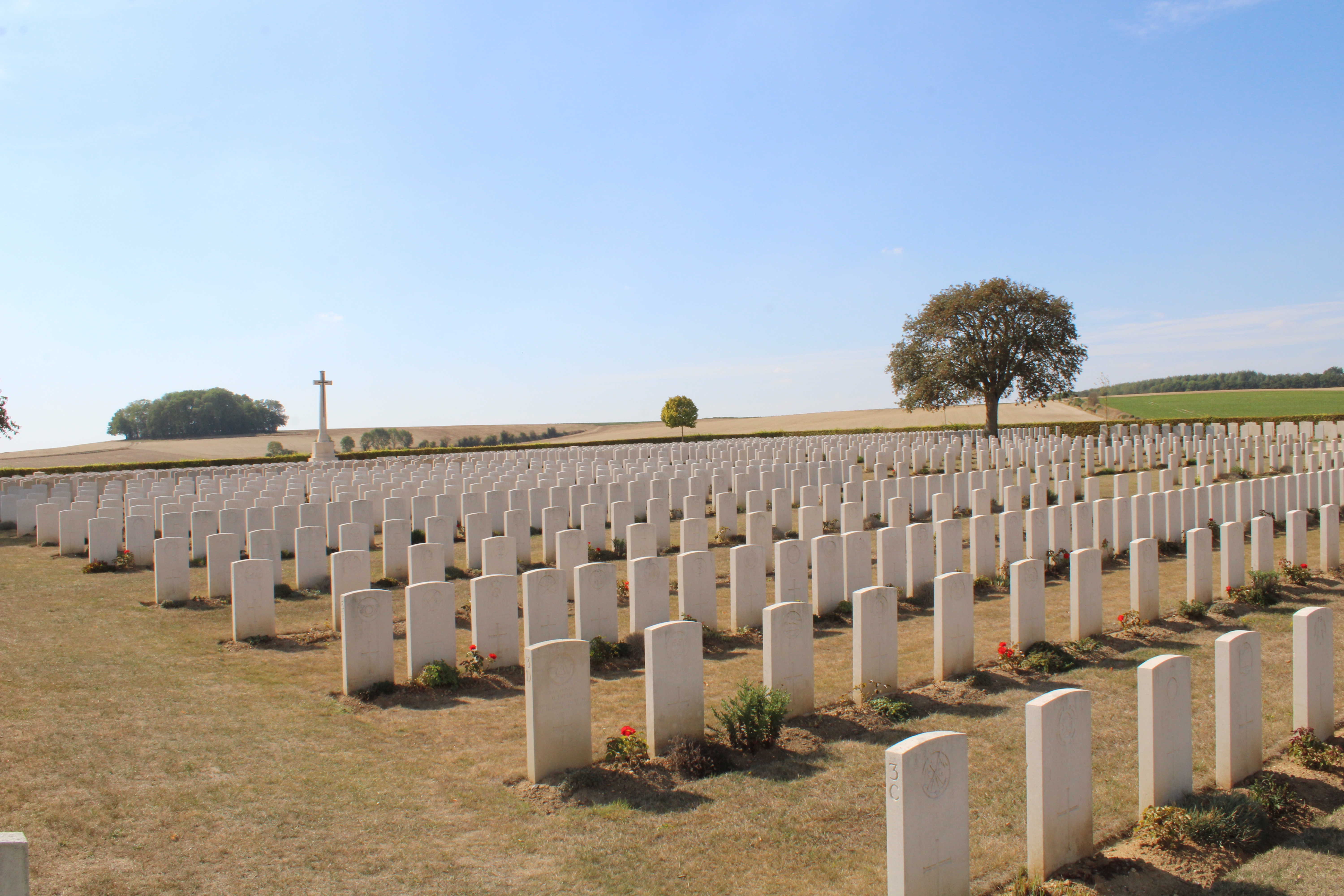
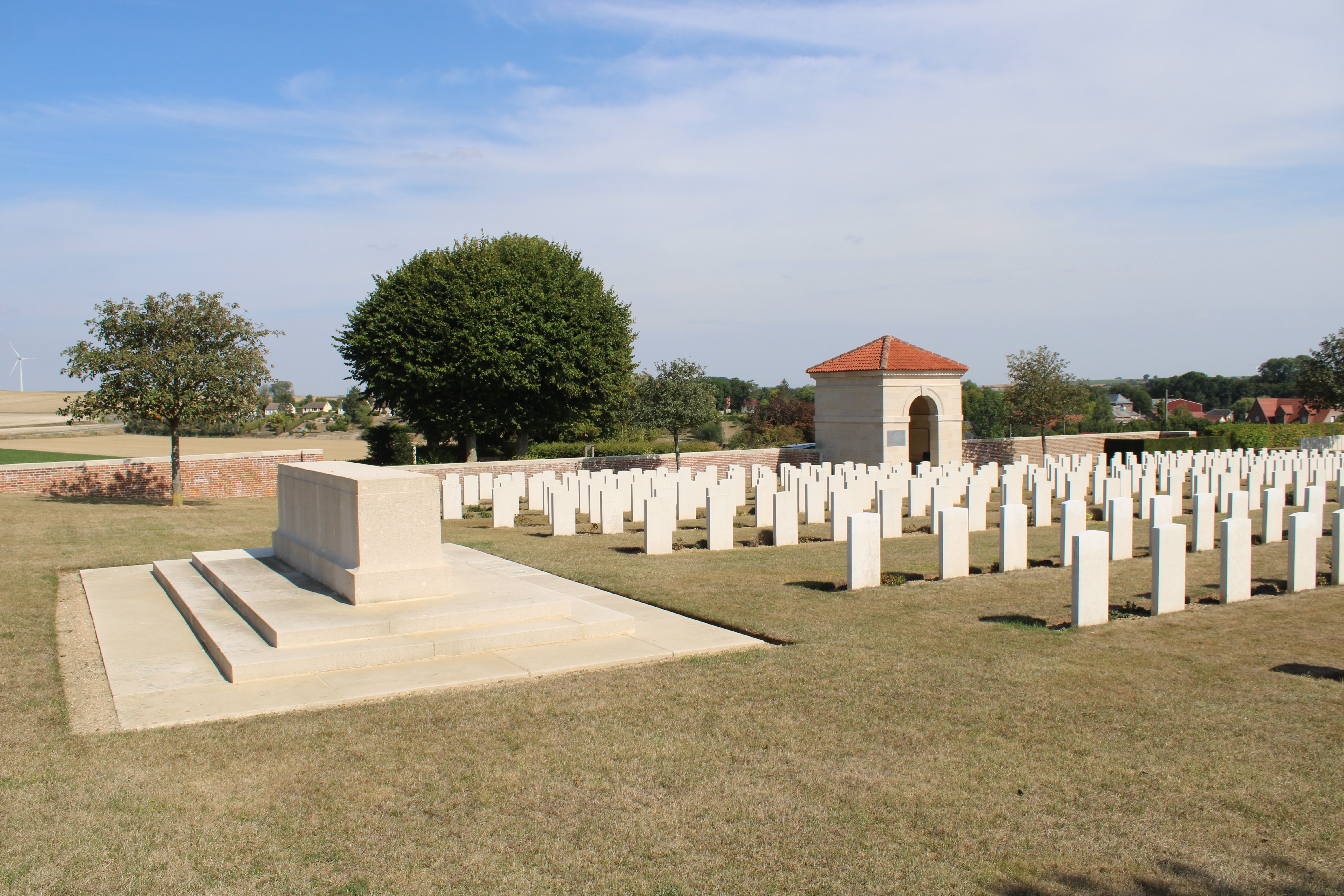
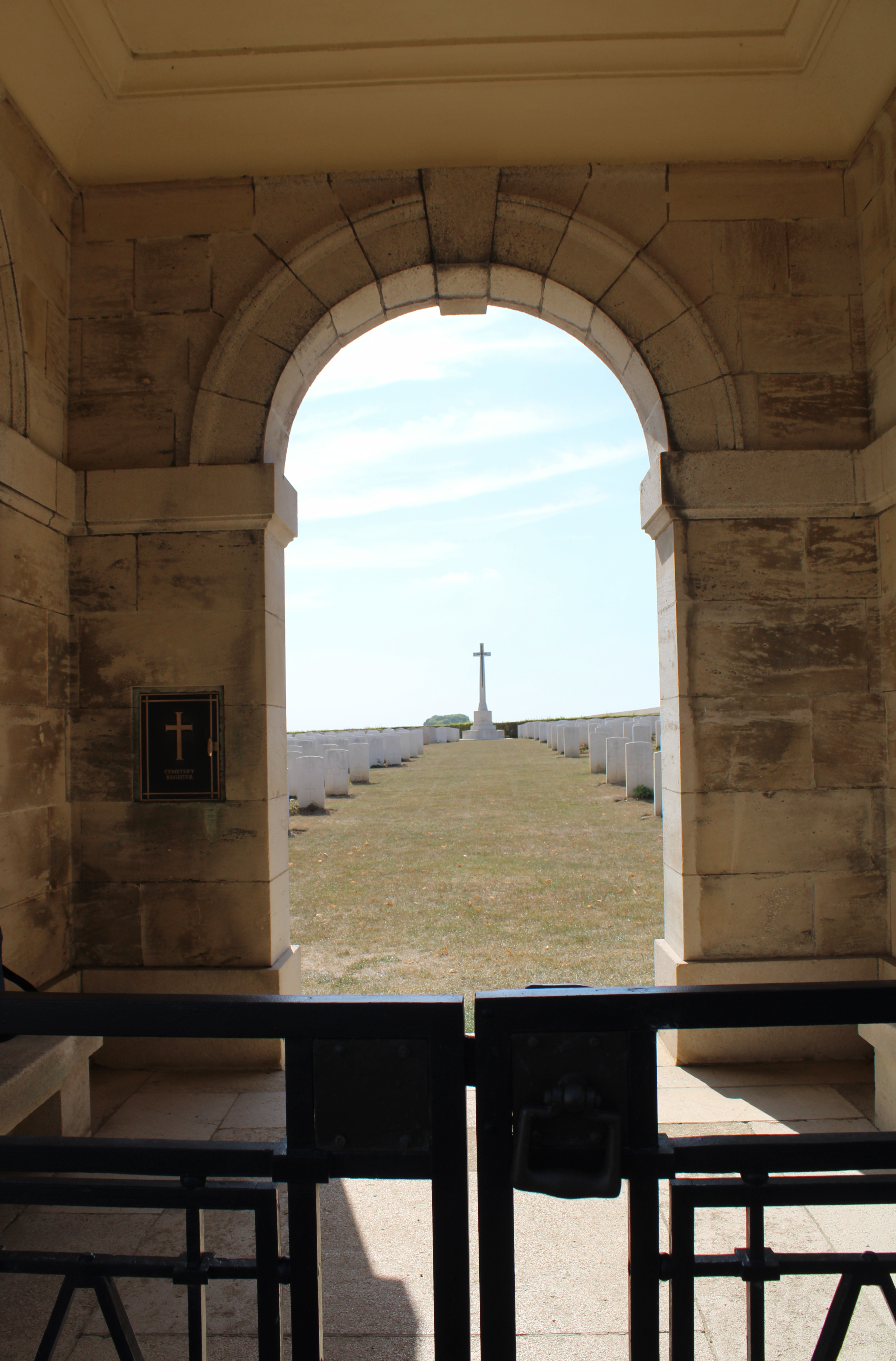
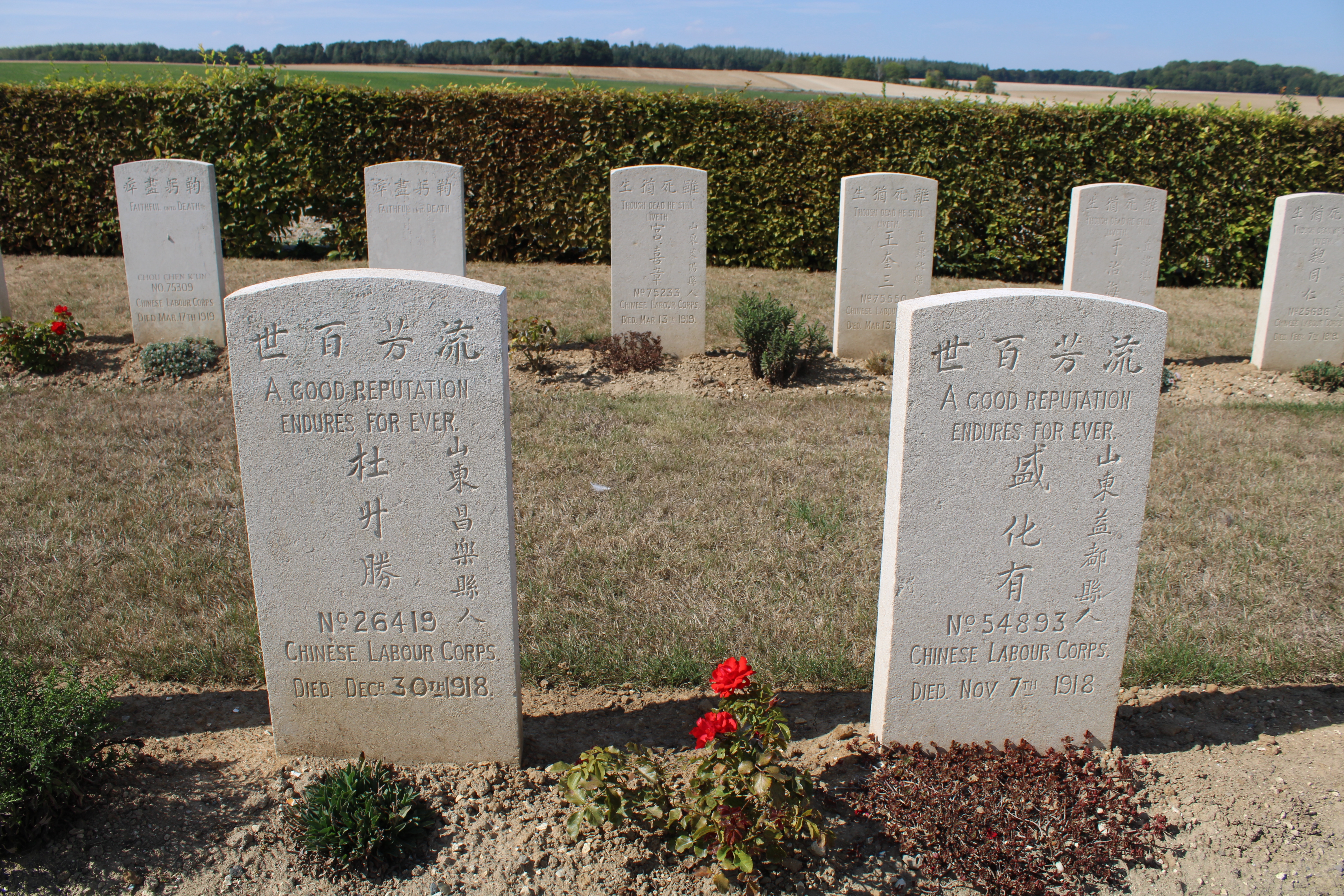
Tombes du Chinese Labour Corps.
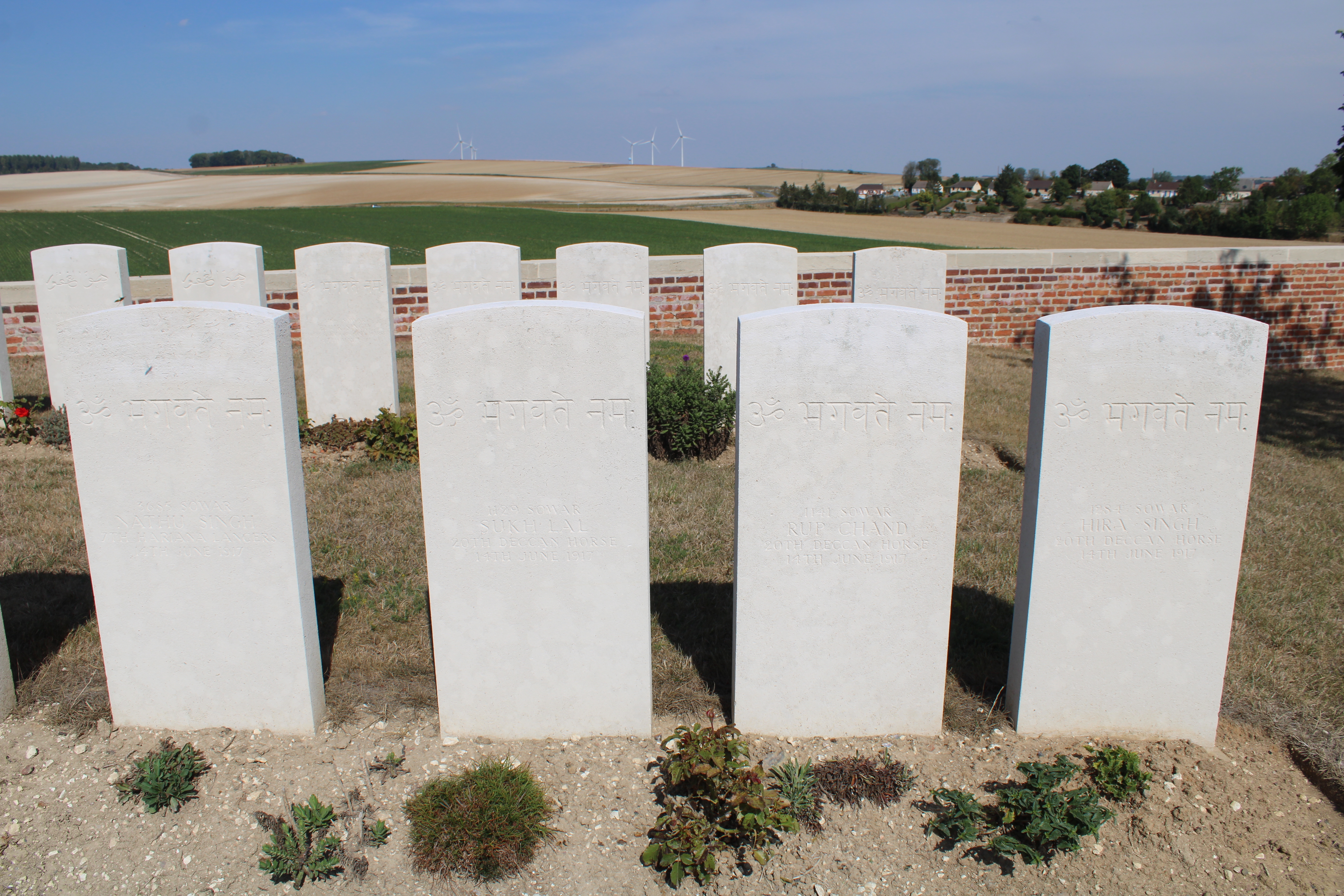